# Nekrolog 1299
Nekrolog
◄◄
| ◄
| 1295
| 1296
| 1297
| 1298
| 1299 | 1300 | 1301 | 1302 | 1303 | ► | ►►
Weitere Ereignisse | Allgemeiner Nekrolog 1299
Die Beschreibung der verstorbenen Person sollte so kurz wie möglich gehalten sein und nur deren signifikante Tätigkeit(en) enthalten.
Neue Namen ggf. auch unter dem Geburts- und Sterbedatum, also etwa unter 1. Januar und im Geburts- und Sterbejahr (2024) eintragen (nur bei entsprechender großer Wichtigkeit). Für Beispiele siehe die schon vorhandenen Artikel.
Außerdem über die fünf zuletzt Verstorbenen, zu denen es einen ausreichend guten Artikel für eine Präsentation auf der Hauptseite gibt, nach der todesbedingten Überarbeitung der Artikel ggf. auch unter Wikipedia Diskussion:Hauptseite informieren und sie am besten auch in den anderen Wikipedia-Sprachversionen eintragen. Tipp: Regelmäßig bei news.google.de nach „ist tot“, „gestorben“ oder „verstorben“ suchen.
Wenn eine Person gestorben ist, gibt es viele Seiten zu dieser Person in der Wikipedia, die davon auch betroffen sind und entsprechend aktualisiert werden müssen. Beispiele: Namenübersichtsseite, Geburtsjahr, Geburtsort-Seiten und viele mehr.
Wie finde ich die betroffenen Seiten?
Im Suchfeld auf der linken Seite gibt man den Suchbegriff so ein: „Vorname Nachname“. Dann klickt man auf Volltext und alle Seiten mit entsprechendem Suchtext werden aufgerufen. Hier sieht man dann schnell, wo auch das Todesjahr Sinn macht oder sogar ein Teil des Artikels angepasst werden muss. Auch hilft das „Werkzeug“ auf der linken Seite sehr gut, um solche Seiten aufzufinden: „Links auf diese Seite“. Somit ist die Wikipedia wieder aktuell in allen Bereichen! Hinweis: bei Eintragung der Kategorie „Gestorben JAHR“ wird der Missbrauchsfilter 49 ausgelöst, was jedoch nicht schlimm ist. Siehe: Spezial:Missbrauchsfilter/49
Dies ist eine Liste von im Jahr 1299 verstorbenen bekannten Persönlichkeiten. Die Einträge erfolgen innerhalb der einzelnen Daten alphabetisch sortiert. Tiere sind im Nekrolog für Tiere zu finden.

## Januar
| Tag        | Name     | Beruf, bekannt als             | Alter | Beleg |
| ---------- | -------- | ------------------------------ | ----- | ----- |
| 16. Januar | Ladschin | Sultan der Mamluken in Ägypten |       |       |

## Februar
| Tag         | Name                       | Beruf, bekannt als                       | Alter | Beleg |
| ----------- | -------------------------- | ---------------------------------------- | ----- | ----- |
| 19. April   | Heinrich II. von Güttingen | Abt des Klosters Einsiedeln              |       |       |
| 23. Februar | Raimondo della Torre       | Bischof von Como, Patriarch von Aquileia |       |       |

## Mai
| Tag     | Name                           | Beruf, bekannt als                            | Alter | Beleg |
| ------- | ------------------------------ | --------------------------------------------- | ----- | ----- |
| 29. Mai | John Giffard, 1. Baron Giffard | anglonormannischer Adliger und Militär        |       |       |
| 29. Mai | Incelerius                     | Weihbischof in Würzburg, Bamberg und Naumburg |       |       |

## Juni
| Tag      | Name  | Beruf, bekannt als  | Alter | Beleg |
| -------- | ----- | ------------------- | ----- | ----- |
| 29. Juni | Lucia | Gräfin von Tripolis |       |       |

## Juli
| Tag      | Name            | Beruf, bekannt als                                          | Alter | Beleg |
| -------- | --------------- | ----------------------------------------------------------- | ----- | ----- |
| 4. Juli  | Gottfried Hagen | mittelalterlicher Autor, Stadtschreiber, Jurist und Pfarrer |       |       |
| 13. Juli | Erik II.        | König von Norwegen (1280–1299)                              |       |       |
| 24. Juli | Emich I.        | Bischof von Worms                                           |       |       |

## August
| Tag        | Name                                        | Beruf, bekannt als    | Alter | Beleg |
| ---------- | ------------------------------------------- | --------------------- | ----- | ----- |
| 1. August  | Konrad III. von Lichtenberg                 | Bischof von Straßburg |       |       |
| 28. August | Nicholas Audley, 1. Baron Audley of Heleigh | englischer Magnat     |       |       |

## Oktober
| Tag         | Name                | Beruf, bekannt als         | Alter | Beleg |
| ----------- | ------------------- | -------------------------- | ----- | ----- |
| 2. Oktober  | Hermann von Minden  | Provinzial der Dominikaner |       |       |
| 12. Oktober | Johann II.          | Fürst von Mecklenburg      |       |       |
| 29. Oktober | Laurence de Erganis | Bischof von Argyll         |       |       |

## November
| Tag          | Name                    | Beruf, bekannt als           | Alter | Beleg |
| ------------ | ----------------------- | ---------------------------- | ----- | ----- |
| 10. November | Johann I.               | Graf von Holland (1296–1299) |       |       |
| 13. November | Oliver Sutton           | englischer Geistlicher       |       |       |
| 19. November | Mechthild von Hackeborn | christliche Mystikerin       |       |       |

## Dezember
| Tag          | Name                          | Beruf, bekannt als                                    | Alter | Beleg |
| ------------ | ----------------------------- | ----------------------------------------------------- | ----- | ----- |
| 9. Dezember  | Boemund I. von Warsberg       | Erzbischof von Trier                                  |       |       |
| 19. Dezember | Bertrand de Commarque         | französischer römisch-katholischer Bischof von Fréjus |       |       |
| 31. Dezember | Marguerite von Anjou-Sizilien | Gräfin von Anjou und Maine                            |       |       |

## Datum unbekannt
| Tag | Name              | Beruf, bekannt als                                                         | Alter | Beleg |
| --- | ----------------- | -------------------------------------------------------------------------- | ----- | ----- |
|     | Theodoros Angelos | griechischer Mitregent von Thessalien, Sohn von Johannes I. Dukas Komnenos |       |       |
|     | Àlvar de Cabrera  | Vizegraf von Àger                                                          |       |       |
|     | Guy III. de Lévis | Herr von Mirepoix                                                          |       |       |
|     | Heinrich II.      | Graf von Vaudémont und Ariano                                              |       |       |
|     | Helmold III.      | Graf von Schwerin                                                          |       |       |
|     | Nogai Khan        | Prinz der Dschingiskhaniden                                                |       |       |